# Ptyssophlebia avis
Ptyssophlebia avis är en fjärilsart som beskrevs av Emilio Berio 1937. Ptyssophlebia avis ingår i släktet Ptyssophlebia och familjen ädelspinnare. Inga underarter finns listade i Catalogue of Life.